# Kumite

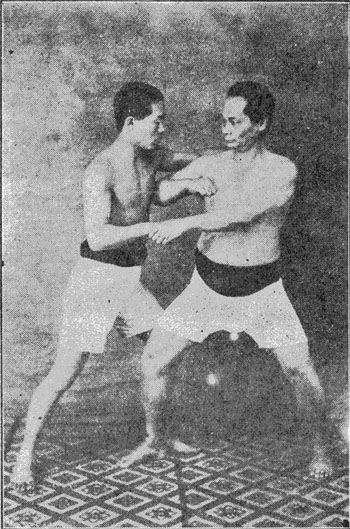
Kumite di Motobu Choki, 1926.

Il kumite (in giapponese 組手?) è una delle tre componenti fondamentali dell'allenamento nel karate, assieme a kata e kihon, e consiste nell'allenamento con un avversario.
Il termine giapponese kumite viene tradotto con la parola "combattimento", però tale termine è incompleto, cioè privo degli elementi compresi nel concetto di kumite. Kumite si compone della parola kumi, che significa "mettere insieme", e della sillaba te, che significa mano. Per kumite si intende quindi l'incontrarsi con le mani: nel confronto reale come in quello di palestra è necessario un avversario.
Lo scopo del vero combattimento è quello di abbattere l'avversario, quello del kumite è la crescita reciproca dei praticanti.
Il kumite presuppone due fasi ben distinte: l'apprendimento delle tecniche dal punto di vista formale e la loro applicazione. L'importanza che riveste la forma (kata) in funzione del combattimento è quindi fondamentale, perché racchiude le basi del karate. La filosofia del karate-dō impone di migliorarsi continuamente per ricercare la massima padronanza tecnica e mentale, così da raggiungere equilibrio interiore, stabilità, consapevolezza.
Per allenare il combattimento, nel senso del karate-do, vengono studiati alcuni tipi di kumite fondamentale: combattimento a cinque passi, a tre passi, a un passo, semilibero e libero.

## Gohon kumiteesanbon kumite
Il combattimento a cinque passi, gohon kumite, e il combattimento a tre passi, sanbon kumite, sono le prime forme di combattimento cui viene avvicinato l'atleta. Esse hanno lo scopo di fare assimilare l'aspetto pratico e formale delle tecniche, di perfezionare calci, pugni e parate che vanno poi collegati agli spostamenti propri e a quelli dell'avversario. Distanza (maai) e precisione sono gli aspetti che maggiormente vanno evidenziati ed appresi in tale fase. Maai nelle arti marziali giapponesi è la distanza da mantenere nei confronti dell'avversario, esprime non solo la distanza e l'intervallo nello spazio, ma anche nel tempo. Esprime un ritmo, ad esempio l'intervallo tra le colonne di un tempio,  un movimento di avvicinamento ed allontanamento; è la corretta distanza, ma variabile, ai fini dell'attacco o della difesa. Non va misurata, ma sentita con l'intuizione e l'atteggiamento mentale, con la percezione istintiva della spazialità delle tecniche, un errore di maai nel combattimento causa l'immediato attacco da parte dell'avversario e quindi la perdita dell'incontro.

## Kihon ippon kumite
Il combattimento a un solo passo kihon ippon kumite è la forma più essenziale di combattimento. I due atleti, posti ad una distanza corrispondente all'estensione del loro braccio, prestabiliscono l'area verso la quale indirizzeranno l'attacco: viso, tronco o bacino. Quindi alternativamente e senza finte, attaccano e parano. La relativa facilità strategica e coordinativa del combattimento a un solo passo ha lo scopo di fare emergere la massima intenzione durante l'attacco e di annullare il tempo intercorrente tra la parata ed il contrattacco.

## Jiyu ippon kumite
Il combattimento semilibero, jiyu ippon kumite, è lo stadio preliminare al combattimento libero. I contendenti si pongono in guardia a distanza libera (normalmente però viene stabilita a tre metri), l'attaccante dichiara l'area su cui porterà la tecnica, il difensore esegue una parata libera e contrattacca. Questo tipo di allenamento è finalizzato allo studio dell'applicazione reale delle tecniche. Chi attacca deve sapere sfruttare qualsiasi apertura gli si offra, utilizzando finte e spostamenti liberi, ed entrambi i praticanti devono acquisire abilità nella respirazione e nella distanza.

## Jiyu kumite
Il combattimento libero, jiyu kumite, è il combattimento in cui sfociano i precedenti. In esso nulla è prestabilito, i due atleti si affrontano, esprimendo le proprie capacità tecniche e psicologiche. Nella maggior parte degli stili rimane però come elemento fondamentale il controllo, cioè la capacità di portare la tecnica con potenza e precisione ma senza recare danno all'avversario. Nel kyokushinkai e negli altri stili di karate a contatto oggi esistenti, invece, i colpi si possono affondare per ricercare il KO.
Per poter praticare il combattimento libero questi elementi dovranno essere già stati interiorizzati perché su di essi si imperniano le scelte strategiche: parata e contrattacco (go no sen), attacco al momento della partenza dell'avversario (tai no sen), attacco sul primo movimento dell'avversario (sen no sen) e, infine, il "prima del prima" (sen sen no sen), cioè la tecnica di anticipo con intuizione.
Ad Okinawa, anticamente, il karate veniva allenato attraverso esercizi individuali. Lo studio del combattimento fondamentale si sviluppò dopo l'introduzione del karate in Giappone negli anni venti. Il combattimento libero apparve ufficialmente nel 1936, durante una manifestazione organizzata per la fondazione della Federazione Studentesca Giapponese di Karate-do.
Il regolamento delle gare prevede l'assegnazione di punti per la qualità delle tecniche: "wazaari" (tecnica buona) e "ippon" (tecnica eccezionale), e l'irrogazione di penalità per le scorrettezze commesse.
Recentemente il sistema di punteggio è variato. Il nuovo regolamento assegna punti in base alla parte del corpo colpita e alla tecnica utilizzata. 
- Ippon, 3 punti: tecniche di calci al viso o tecniche portate su avversario proiettato o caduto
- waza-ari, 2 punti: calci al tronco
- Yuko, 1 punto: pugni o percussioni.

Nel kumite la perfetta conoscenza delle proprie qualità tecniche è essenziale, ed altrettanto lo sono la padronanza mentale e la convinzione di combattere usando tutte le proprie risorse, come si trattasse di un combattimento per la vita o per la morte. Non è importante il numero di colpi ma la loro efficacia e la dimostrazione di dominio di sé e dell'avversario. Il senso della distanza e la capacità di comprendere come e quando entrare o uscire dallo spazio dell'avversario introducono nel combattimento un aspetto non puramente razionale: il presentimento dell'attacco, chiamato anche "Cadenza del niente".